# Mithridates II (Bosporanska riket)
Mithridates II , död 46 f. Kr., var regerande kung av Bosporanska riket mellan 47 och 46 f. Kr.